# Josef Opočenský
Josef Opočenský (9. března 1814, Klášter nad Dědinou – 17. července 1870, Wesley, Texas, USA), byl český evangelický duchovní působící ve Spojených státech amerických.

## Život

### Mládí
Josef Opočenský se narodil 9. března 1814 v Klášteře nad Dědinou. Byl synem reformovaného kazatele Jiřího Opočenského, superintendenta evangelické církve v Jimramově. Josef měl dva bratry, Karla, Benjamina a sestru Karolínu. Jako duchovní začínal ve Veselí na Českomoravské vysočině. Poté dvanáct let sloužil ve sboru v Zádveřicích na Valašsku.

### V USA
Když se v roce 1855 členové jeho zádveřického sboru vystěhovali do Texasu, Josef Opočensky jim slíbil, že za nimi přijede. Dalším působištěm Opočenského byla jihomoravská Miroslav. Za jeho působení bylo v Miroslavi zakoupeno pole a roku 1857 na něm zbudován evangelický hřbitov. Po třech letech působení v Miroslavi Opočenský sbor opustil a v roce 1859 odcestoval se svojí rodinou do Texasu. Plul na lodi Weser a první kroky na americkém kontinentě udělal v přístavu Galveston. Rodina se nejprve usadila v Cat Spring a poté se po roce přestěhovala do Fayettevillu. Brzy po jejich příjezdu vypukla ve Spojených státech občanská válka. Mnoho Čechů v Texasu nechtělo bojovat na straně Konfederace, jejímž členem Texas byl a kterou si spojovali především s otrokářstvím. Proto volili dočasný odchod do Mexika a stejně se zachovala i rodina Josefa Opočenského. O šest měsíců později začátkem roku 1863 se Opočenský vrátil zpět do Texasu. 

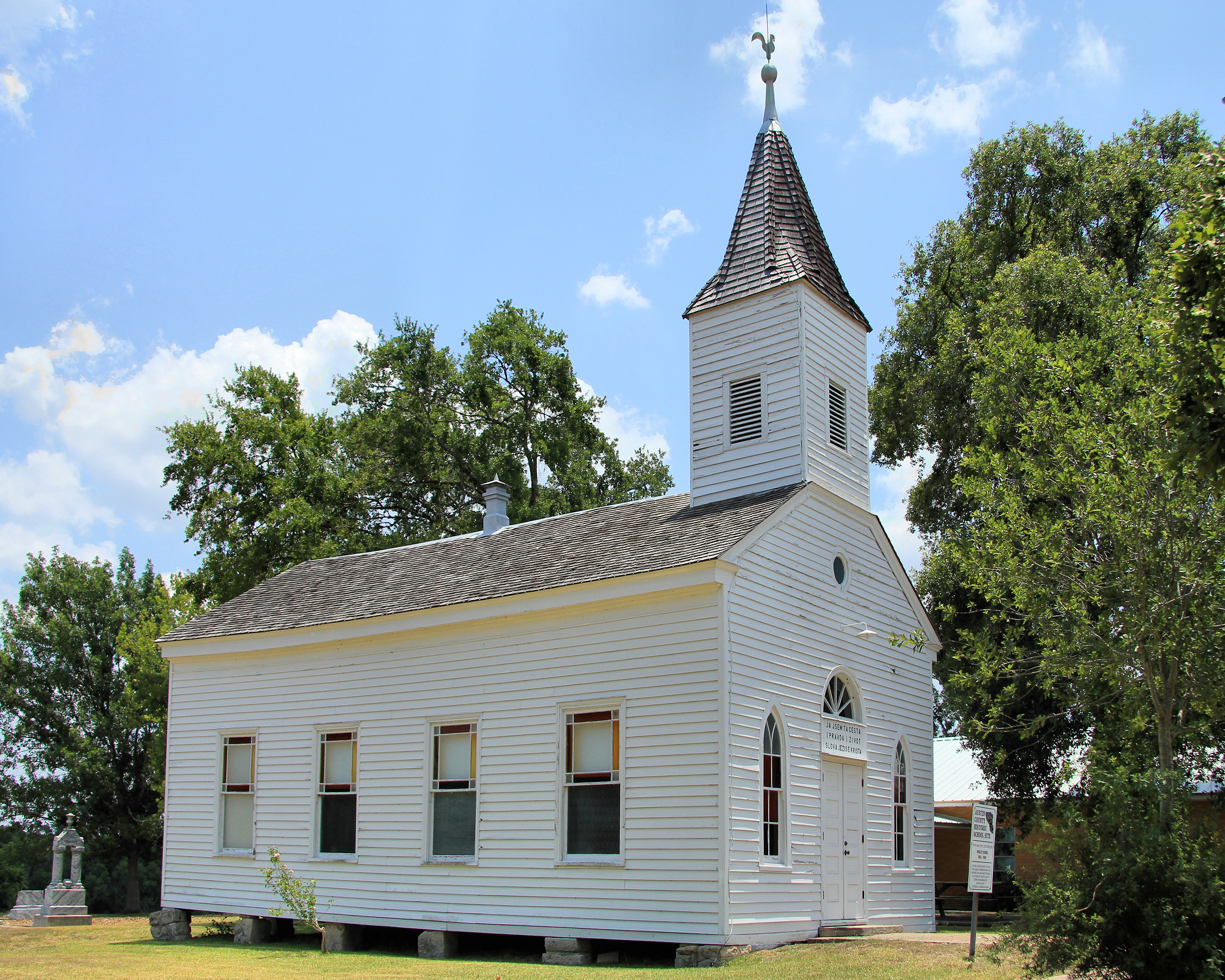
Wesley Brethren Church (2013)

### Založení sboru
V roce 1864 se Opočenský s rodinou přestěhoval do Wesley, kde založil první český evangelický sbor v Texasu. Mezi jeho příznivci a prvními českými a moravskými osadníky v této části Washingtonu a Austinu (Wesley a Latium) byli bývalí členové (vystěhovalci) evangelického sboru v moravských Zádveřicích. Osadníci si ve Wesley postavili malý dřevěný kostelík, jehož stavba byla dokončena v roce 1866 a zároveň sloužila jako škola. Kostelík se stal kulturní památkou Spojených států a byl zařazen do Národního registru historických památek.

### Úmrtí
Josef Opočenský zemřel 17. července 1870 a jeho hrob se nachází na hřbitově u (jím založeného) kostelíka ve Wesley.